# Onești (okręg Jassy)
Onești – wieś w Rumunii, w okręgu Jassy, w gminie Plugari. W 2011 roku liczyła 181 mieszkańców.